# ایستگاه متروی میدان ساعت
ایستگاه متروی میدان ساعت یکی از ایستگاه‌های متروی تبریز است که در میدان ساعت (شهرداری) در خیابان امام خمینی واقع شده‌است. این ایستگاه، ایستگاه شمارهٔ ۱۱ خط یک است که در ۲۸ بهمن ۱۳۹۵ به بهره‌برداری رسید.

## مشخصات
ایستگاه متروی میدان ساعت در میدان ساعت و در خط ۱ متروی تبریز قرار گرفته و از نوع عمیق است. مساحت کل ایستگاه ۱۰۶۸۰ متر مربع و دارای ۳ طبقه و یک ورودی است که برای عبور و مرور شهروندان از پله برقی استفاده می‌شود. .